# Tachinomyia nigricans
Tachinomyia nigricans är en tvåvingeart som beskrevs av Herbert John Webber 1941. Tachinomyia nigricans ingår i släktet Tachinomyia och familjen parasitflugor. Inga underarter finns listade i Catalogue of Life.